# Battaglia di Capo Gloucester
La battaglia di Capo Gloucester ebbe luogo tra il 26 dicembre 1943 e il 22 aprile 1944 nel teatro del Pacifico della seconda guerra mondiale tra gli Alleati sbarcati a Capo Gloucester, sulla punta occidentale della Nuova Britannia, e l'Impero giapponese che aveva occupato la vasta isola nel 1942.

## Obiettivi
L'obbiettivo immediato posto dal quartier generale del generale Douglas MacArthur era la conquista dell'aeroporto militare costruito dalla guarnigione giapponese presso Capo Gloucester, in modo da liberare gli stretti di Dampier e di Vittiaz dal controllo aereo nipponico e, in seguito, disporre di una base sicura per completare l'isolamento della piazzaforte di Rabaul, sita all'estremità nord-orientale della Nuova Britannia.

## Conseguenze
Con quest'ultima operazione nel settore, gli americani avevano il controllo assoluto della parte occidentale della Nuova Britannia. L'aeroporto di Capo Gloucester venne rapidamente attrezzato e servì da base strategica, dalla quale gli aerei americani e australiani partivano per sorvegliare l'intera area della Papua-Nuova Guinea ed impedire ogni movimento giapponese. Lo scopo prefissosi dagli alleati era stato pienamente raggiunto con perdite assai ragionevoli.